# South Browning
South Browning és una concentració de població designada pel cens dels Estats Units a l'estat de Montana. Segons el cens del 2000 tenia 1.677 habitants.

## Demografia
Segons el cens del 2000, South Browning tenia 1.677 habitants, 475 habitatges, i 391 famílies. La densitat de població era de 277,9 habitants per km².
Dels 475 habitatges en un 53,3% hi vivien nens de menys de 18 anys, en un 42,5% hi vivien parelles casades, en un 32% dones solteres, i en un 17,5% no eren unitats familiars. En el 15,2% dels habitatges hi vivien persones soles el 2,9% de les quals corresponia a persones de 65 anys o més que vivien soles. El nombre mitjà de persones vivint en cada habitatge era de 3,52 i el nombre mitjà de persones que vivien en cada família era de 3,9.
Per edats la població es repartia de la següent manera: un 43,2% tenia menys de 18 anys, un 10,3% entre 18 i 24, un 27,9% entre 25 i 44, un 14,6% de 45 a 60 i un 4% 65 anys o més.
L'edat mediana era de 22 anys. Per cada 100 dones de 18 o més anys hi havia 79,8 homes.
La renda mediana per habitatge era de 12.130 $ i la renda mediana per família de 16.167 $. Els homes tenien una renda mediana de 20.278 $ mentre que les dones 18.068 $. La renda per capita de la població era de 5.666 $. Aproximadament el 51,3% de les famílies i el 49,2% de la població estaven per davall del llindar de pobresa.

## Poblacions més properes
El següent diagrama mostra les poblacions més properes.